# Альянс за майбутнє Австрії
«Альянс за майбу́тнє А́встрії» (нім. Bündnis Zukunft Österreich, BZÖ) — правопопулістська

націонал-консервативна

політична партія Австрії, що заснована Йорґом Хайдером (Jörg Haider) та іншими колишніми членами Австрійської Партії Свободи (АПС) 17 квітня 2005. Партія має виразно окреслену регіональну популярність — її базовим регіоном є федеральна земля Каринтія. Зокрема, на виборах до Земельного парламенту Каринтії у 2009 році партія здобула 44,93% голосів. (Перше місце)

## Вибори доНаціональрату
| Вибори | Голосів | %     | Місць    |
| ------ | ------- | ----- | -------- |
| 2006   | 193,539 | 4.1%  | 7 / 183  |
| 2008   | 522,933 | 10.7% | 21 / 183 |
| 2013   | 165,746 | 3.53% | 0 / 183  |
| 2017   | 760     | 0.02% | 0 / 183  |